# Acacia mikanii
Acacia mikanii är en ärtväxtart som beskrevs av George Bentham. Acacia mikanii ingår i släktet akacior, och familjen ärtväxter. Inga underarter finns listade i Catalogue of Life.